# Sannah Salameh
Sannah Khaula Birgit Salameh, född 31 oktober 1983, är en svensk programledare. Hon är programledare i Bolibompa i Barnkanalen sedan 2013.
Salameh är utbildad konstnär vid Kungliga Konsthögskolan.